# Lars Ekman (organist)
Lars Ekman död 1736, var en svensk domkyrkoorganist i Strängnäs stadsförsamling.

## Biografi
Lars Ekman blev omkring 1701 domkyrkoorganist i Strängnäs stadsförsamling. Han var även rådman i Strängnäs stad. Ekman avled 1736 eller 1737.
Ekmans var gift och hustrun avled 30 juni 1733.